# Guy Péqueux
Guy Péqueux est un artiste peintre et lithographe appartenant aux courants du paysagisme expressionniste et de l'abstraction lyrique, français né le 18 juin 1942 à Montmorillon (Vienne) et mort le 7 janvier 2021 à Troyes.

## Biographie
D'une famille auboise installée à Javernant, les exodes de la Seconde Guerre mondiale font cependant naître Guy Péqueux à Montmorillon.
Peu attiré par les études, la relation de Guy Péqueux à la peinture se révèle dès son enfance essentiellement vécue auprès de sa grand-mère à Chaumont-Porcien dans les Ardennes. De 1960 à 1965, période où à Montparnasse il rencontre et où il reçoit les conseils de Michel Kikoïne, Pinchus Krémègne et Lazare Volovick, il présente ses tableaux dans différents lieux publics (bars, restaurants, banques) de Bar-le-Duc, Beaulieu-en-Argonne et Nancy, avant de commencer, en 1966, un cycle d'expositions personnelles à la Galerie du Petit Louvre à Troyes. Sa première rencontre avec Paul Rebeyrolle, dont il restera l'ami, a lieu en 1974.
Sa vocation se voit confirmée, dans son orientation expressionniste, par les voyages qu'il effectue dès sa jeunesse, dans les pays nordiques, en Russie, dans le Caucase, au Moyen-Orient, en Afrique, dans les îles grecques (dont la Crète demeure un de ses thèmes picturaux majeurs) : ses impressions se traduisent dans son œuvre par la couleur et le dessin, le bleu lui suggérant le froid des pays nordiques, tandis que les ocres, les rouges et un graphisme plus prononcé traduisent le ressenti des terres du sud comme la Jordanie et le Sahara : à l'encontre de la manière de Chaïm Soutine ou de celle d'Edvard Munch, observe-t-on ainsi, l'expressionnisme de Guy Péqueux, s'il s'affirme dans une peinture passionnée, toute de force et de mouvement, n'engendre pas d'impression d'angoisse, n'a pas de tonalité tragique : son art est « la transposition d'un état d'âme qui trouve à s'exalter au contact d'un paysage dont l'humble réalité demande à être sublimée. De cet élan lyrique naissent de grandes et majestueuses compositions, remarquablement orchestrées au niveau des rythmes et du chromatisme. La matière est dense, largement jetée sur la toile, et l'on note de beaux accords de rouges et de verts profonds ».
Pour cette « grande pointure de l'art champenois, les muses se sont tues des suites d'une longue maladie » écrit Christian Noobergen, annonçant le décès de Guy Péqueux le 7 janvier 2021. L'artiste repose au cimetière de Javernant.

## Contributions bibliophiliques
- Florian Chantôme, À la fuite de quoi, Un carnet du couchant, Les Étoffes de l'auprès, Survol animal entre 7 et 8, poésies enrichies de dessins de Guy Péqueux, éditions Encres vives, 2005.

## Expositions

### Expositions personnelles
- Galerie du Petit Louvre, Troyes, 1966, 1967, 1968, 1969, 1970.
- Galerie Art Matignon, Paris, 1973, 1975.
- Stedelejk Museum, Alkmaar, 1976.
- Galerie Carlier, rue de Seine, Paris, 1977.
- Centre culturel Thibaud de Champagne, Maison du boulanger, Troyes, janvier 1977, 1991.
- Galerie Le Point du jour, Troyes, 1978.
- Galerie Ziegler, Genève, 1978.
- Galerie Vauban, Dijon, 1980.
- Banque SNVB, Troyes, 1988.
- Centre Liebighaus, Darmstadt, 1988.
- Société artistique de l'Aube, Troyes, 1988.
- Centre culturel de l'Hôtel de Savigny, Provins, 1989.
- Clinique de Champagne, Troyes, 1989.
- Galerie Idées, Troynes, 1989.
- Galerie de l'Arbitraire, Dole, 1990.
- Centre culturel Langevin, Troyes, 1991.
- Sup de Co Reims, 1991.
- Argo Modern and contemporary art gallery, Knokke-le-Zoute, mai-juin 1992.
- Galerie Hofman, Paris, 1992.
- Espace Branly Tour Eiffel, Paris, 1993.
- Caves Piper Heidsieck, Reims, 1994.
- Galerie Alexander Platz, Berlin, 1997.
- Galerie Intérieur actuel, Reims, 1997-2000.
- Chapelle de la Visitation, Thonon-les-Bains, 2001.
- Caisse d'épargne, Troyes, 2001.
- Centre d'art contemporain, Montluçon, 2001.
- Galerie Le Clos des cimaises, Saint-Georges-du-Bois, 2003.
- Galerie l'Entrepôt, Paris, 2004, octobre 2013.
- Galerie Ismerys, Paris, 2006.
- Centre d'art de la Maison du XVIe, Bar-sur-Seine, 2007.
- Galerie Az'art, Uzès, 2007.
- Clos des cimaises, Saint-Georges-de-Didonne, mars 2008.
- Pavillon Henri-IV, centre culturel de Nogent-sur-Seine, 2009.
- Galerie James, Londres, 2009.
- Vintage 70 - Guy Péqueux, Galerie Saint-Martin, Troyes, octobre-novembre 2010.
- Galerie Amplitude 3, Troyes, 2012, mai-août 2013[5].
- Exposition Mai culturel, Arthonnay, 2014.
- Galerie Egrégore, Marmande, 2015.
- Siège de la Société Mon Logis, Sainte-Savine (dans le cadre de l'inauguration du site Résidence Guy Péqueux), novembre-décembre 2017[6].

### Expositions collectives
- Salon des indépendants, Paris, 1971, 1972, 1973, 1974.
- Société artistique de l'Aube, Troyes, 1974.
- Émile Compard, Ferit Iscan, Sarandis Karavousis, Guy Péqueux, galerie Permanence de l'art, Paris, 1976.
- Salon des réalités nouvelles, Paris, à partir de 1977, puis 1991, 1993, 2001, 2016, 2017.
- Salon Comparaisons, Paris, 1977.
- César, Saül Kaminer, Bengt Lindström, Guy Péqueux, Miguel Ulloa, Michel Wohlfahrt, galerie Hofmann, Paris, 1990.
- Exposition des 109, Grand Palais, Paris, 1991.
- Aux portes de l'art (rencontre artistique européenne, magazine Artension), 1991.
- Autour de Guy Péqueux - John Christoforou, Abraham Hadad, Paul Jenkins, Ladislas Kijno, Bengt Lindström, Guy Péqueux, Caisse d'épargne, Troyes, 1997-1998.
- Salon de mai, 1992, 1993, 2008.
- Peintres du Salon des réalités nouvelles, musée de Libourne, 1992.
- Autour d'Yvon Taillandier, église de Diva (Aube), 1993.
- Expressionnisme abstrait, centre artistique de Berlin, 1995.
- Permanence de l'art : Jean Fautrier, Roger-Edgar Gillet, Grégoire Michonze, Zwy Milshtein, Guy Péqueux, Robert Wogensky, Maison du boulanger, Troyes, 1996.
- Lithographes contemporains, exposition itinérante, Francfort, Hambourg, Berlin, Munich, 1996.
- Salon Saga, Espace Branly Tour Eiffel, Paris, 1997.
- Peintre internationaux, île de Gorée, Dakar, 1998.
- Salon d'hiver, Guy Péqueux invité d'honneur, Rosières-près-Troyes, 2006.
- Brèves d'art - Philippe Desmons, Alain Fasentieux, Guy Péqueux, Bréviandes, 2007.
- Salon de mai, 2008.
- Mosaïques - Guy Ferrer, Guy Péqueux, Vladimir Velickovic, Pont-Sainte-Marie, 2009.
- New landscapes for sustainability, Galerie d'art Egrégore, Marmande, juin-septembre 2014.
- Première biennale des arts, Saint-Mards-en-Othe, mai-juin 2016.
- Zoom sur Claude Duvauchelle, Jof et Guy Péqueux, galerie L'arrivage, Troyes, octobre-novembre 2016.

## Réception critique
- « Pâte striée, griffée, martelée, grumelée, écrasée et cependant tendue, dynamisée, voire dynamitée. Peinture que l'on sent menée vivement, presque avec frénésie, dans une opiniâtre et souveraine gesticulation... Les paysages de Péqueux ne sont pas civilisés. La présence de la terre, du sol et de la végétation l'emporte sur toute autre présence. Peinture dans l'ensemble vide de personnages, emplie de l'âme du monde. Compromis heureux entre les forces telluriques et la vie intérieure du peintre, cette peinture forte témoigne d'un dynamisme virulent qui domine parfois le peintre... C'est de la puissance créatrice, de l'enracinement dans la nature primaire et souveraine, d'une sensibilité à la couleur (âtre et sombre) que vient la grande qualité de la peinture de Guy Péqueux. Voyage-peinture issu des origines mêlées de la terre et de l'enfance, de la tendresse et de la force. » - Christian Noorbergen[7]

## Conservation

### Collections publiques
- Musée d'art, d'archéologie et de sciences naturelles, Troyes, Structure de paysage, huile sur toile, 162 × 114 cm.
- Musée Dubois-Boucher, Nogent-sur-Seine.
- Département des estampes et de la photographie de la Bibliothèque nationale de France, Paris, lithographie.

### Collections privées
- Collection de lithographies de la chaîne Novotel.